# Johann Adolf von Korff gen. Schmising
Johann Adolf von Korff gen. Schmising (* 1619; † 3. August 1678) war Domherr in Münster.

## Leben

### Herkunft und Familie
Johann Adolf von Korff wuchs als Sohn des Heinrich von Korff gen. Schmising zu Tatenhausen (1583–1665, Domherr in Minden) und seiner Gemahlin Sybilla von Wendt zu Holtfeld (1589–1666) zusammen mit seinen Brüdern Otto Heinrich (Dompropst in Münster), Kaspar Heinrich und Matthias in der uralten westfälischen Adelsfamilie von Korff auf.

### Werdegang und Wirken
Mit dem Erhalt der Dompräbende in Minden und der Tonsur durch den Bischof von Osnabrück wurde Johann Adolf auf ein geistliches Amt vorbereitet. Er studierte in Rom Kanonisches Recht. Im Jahre 1651 erhielt er durch päpstliche Bestimmung eine Präbende in Münster. Nach einem Studium in Paris wurde er am 2. Mai 1664 zum Subdiakon geweiht und empfing auch die Niederen Weihen. Er bat am 31. Dezember 1665 für seinen verstorbenen Vater um eine Bestattung im Dom zu Münster, wo auch sein Bruder, der Dompropst Otto Heinrich bestattet wurde. Das Domkapitel entsprach dem Wunsch. Am 1. Juli 1666 wurde er Propst zu St. Mauritz in Münster. Johann Adolf war Mitglied sowohl in der Catharinen-Bruderschaft als auch im Großen Kaland.